# 市川文蔵
市川 文蔵（いちかわ ぶんぞう、1864年12月19日（元治元年11月21日）- 1935年（昭和10年）5月4日）は、明治時代の山梨県の政治家、実業家である。現在の山梨中央銀行の前身の一つである富士銀行の頭取で、多額納税者として貴族院議員にもなった。また衆議院議員にも選出された。

## 来歴・人物
甲斐国巨摩郡荊沢村（現在の南アルプス市）に市川太右衛門の長男として生まれる。市川家は山梨県屈指の大地主であり、明治16年（1883年）10月に家督を相続。明治24年（1891年）8月に中巨摩の郡会議員、郡参事会員、山梨県会議員等の職に就く。明治27年（1894年）に所得税調査員となり、数年勤務する。明治28年（1895年）に五明村村長に推され、明治32年（1899年）にこれを辞職。次いで県会議員となり、学務委員も兼任する。
また、明治18年（1885年）に富士銀行の創立に加わり、明治34年（1901年）に同行頭取となる。その前年に山梨県農工銀行取締役になり、次いでその頭取となる。明治37年（1904年）に富士銀行を改称して市川銀行とし、再び頭取となった。明治40年（1907年）に富士水電株式会社取締役となり、明治41年（1908年）11月27日に多額納税者として補欠選挙で貴族院議員に選ばれ、明治44年（1911年）9月28日まで在任。明治43年（1910年）に峡西電力株式会社取締役に推され、またその専務取締役となった。
明治45年（1912年）5月、第11回衆議院議員総選挙の山梨県郡部区において立憲国民党から出馬し当選。大正4年（1915年）5月の第12回衆議院議員総選挙でも立憲同志会から出馬し再選された。のち1916年10月に、所属の立憲同志会が他党と合同して結成した憲政会に加わる。
漢学を勉旃舎の福山和一に、和学を市川大門の国学者である青嶋貞賢に学んだ。
地口を好み、貴族院の会議中にも他の議員を笑わせていたという。

## 家族・親族
⚫︎ 男爵小沢武雄の息子定雄は娘婿
⚫︎貴族院議員 河西豊太郎の弟寬一郞は娘婿。